# Павло-Обнорский монастырь
Свято-Тро́ицкий Па́вло-Обно́рский монасты́рь — православный мужской монастырь Вологодской епархии Русской православной церкви, расположенный в селе Юношеском Гря́зовецкого района Вологодской области.
Основан в 1414 году на берегу реки Нурмы неподалёку от её впадения в Обнору учеником Сергия Радонежского святым Павлом Обнорским. Один из самых древних и в прошлом больших монастырей Русского Севера. Большинство построек XVI—XVIII веков, в том числе Троицкий собор, были уничтожены вскоре после закрытия монастыря советской властью в 1924 году. В советское время уцелевшие здания использовались как детский дом, пионерский лагерь. В 1994 году возвращён церкви, до 2003 года — подворье Спасо-Прилуцкого монастыря, в настоящее время — самостоятельный мужской монастырь. В монастыре покоятся мощи его основателя святого Павла Обнорского. Из Троицкого собора происходят несколько икон, в том числе работы Дионисия, в настоящее время находящиеся в собрании Третьяковской галереи, Русского музея, Вологодского музея-заповедника. Немногие сохранившиеся постройки — памятник градостроительства и архитектуры регионального значения.

## История

### Основание
Монастырь основан Павлом, отшельником, учеником Сергия Радонежского. Павел родился в Москве в 1317 году. Юношей ушёл из дома, чтобы избежать женитьбы, к которой склоняли его родители. В 21 год постригся в монахи, затем отправился к Сергию Радонежскому, и по его благословению 15 лет жил вблизи Троицкого монастыря в уединении. После чего получил от преподобного Сергия благословение на основание собственной обители, и в знак этого благословения — кованый медный крест (сохранялся в Обнорском монастыре до пожара 1909 года). В 1389 году построил себе келью вблизи обители Дионисия Глушицкого, однако по просьбе последнего вынужден был покинуть её. После чего направился в Комельские леса, где 3 года жил в дупле липы (дупло сохранялось в монастыре). Затем преподобный Павел, последовав по реке Нурме, на её правом берегу устроил келью. Вокруг кельи стали селиться отшельники.
Согласно житию Павла Обнорского, в 1414 году, по видению, которое имел преподобный Павел (звон колоколов с противоположного берега реки), он обратился к митрополиту Фотию за разрешением на основание монастыря, но получил отказ в грубой форме. Однако после того, как митрополит сам имел видение, он призвал Павла и дал разрешение, и на левом берегу Нурмы был построен деревянный Троицкий собор и основан общежительный монастырь. Павел благословил на игуменство своего любимого ученика Алексия, при этом сам продолжал жить в своей келье, посещая монастырь только по праздникам. Его любимым собеседником и духовным отцом был Сергий Нуромский, в память об их встречах между Павло-Обнорским и Спасо-Нуромским монастырями была выстроена часовня. После своей кончины в 1429 году преподобный был похоронен у южной стороны Троицкого собора.

### XV—XVII века
В 1489 году монастырь получил от Великого князя Ивана III грамоту о наделении монастыря лесом, деревнями и освобождении от податей. Привилегии монастыря были впоследствии закреплены Василием III, Иваном IV Грозным и их преемниками. В монастыре строится соборный храм Троицы (1505—1516 годы), позднее царём монастырю были отписаны деревни в Костромском и Белозерском (вклад Семёна Шелешпальского). Зимой 1529 года Василий III со своей второй женой Еленой Глинской предпринял паломничество по монастырям Севера для испрошения чадородия, побывав и в Павло-Обнорском монастыре.
В 1538 году монастырь подвергся разрушению от казанских татар, которые разграбили и сожгли обитель, а также убили нескольких монахов.
В 1546 году при постройке церкви Сергия Радонежского и Павла Обнорского была произведена попытка обрести мощи основателя обители, но согласно повелению Павла, представшего в сонном видении тогдашнему игумену Протасию, были оставлены почивать под спудом. В 1547 году Павел был причислен к лику святых.
В 1585 году жалованная грамота была писана Фёдором Иоанновичем, в 1599 — Борисом Годуновым, а в 1607 году — Василием Шуйским, благодаря последним монастырь получил рыбную ловлю на реке Вёксе (вклад Вологодского князя Андрея Меньшого). В 1621 году Михаилом Фёдоровичем и в 1625 году его отцом Патриархом Филаретом все предшествующие грамоты были подтверждены, а также дарованы сёла в Вологодском, Ярославском и Костромском уездах, и рыбная ловля на реке Сухоне. В 1677 году Фёдор Алексеевич по просьбе игумена Иосафа в специальной грамоте переписал все дарованные ранее вотчины, рыбные ловли и угодья с указанием всех прежних жалованных грамот. В 1684 году права монастыря на владение всеми землями было подтверждено грамотой Иоанна и Петра Алексеевичей.
К концу XVII века в обители проживало 59 насельников, монастырь владел 8 сёлами (одно — близ Гря́зовца, остальные в Пошехонья), 122 деревнями, в которых было 710 дворов, а в них «крестьян и бобылей» 1 798 душ. К монастырю была приписана Макарьева пустынь в Костромском уезде. Имелось два подворья в Вологде (в Новинках и на Мостовой улице) и одно — в Москве (у Сретенских ворот).
В 1694 году настоятели монастыря получают право именоваться архимандритами.

### XVIII — начало XX века
Ко времени составления штатов в 1764 году монастыре было 28 монахов, монастырских слуг и крестьян 1964 души, большие площади пахотной земли, сенокосов, леса, рыбные ловли. Монастырь был положен в третьем классе с игуменским настоятельством. Монастырю было оставлено небольшое количество пахотной и сенокосной земли вокруг монастыря, рыбные ловли и назначено жалование.
В 1867 году неподалёку от монастыря на высоком холме основан Воскресенский скит. В 1878 году была создана новая рака для мощей Павла Обнорского, работы Сергея Верховцева.
В середине XIX века в монастыре проживали 12 монахов. В 1909 году монастырь пострадал от сильного пожара. В огне расплавился крест, полученный преподобным Павлом от Сергия Радонежского. В 1917 году в монастыре проживали около 80 насельников.

### При советской власти. Закрытие
Последним игуменом монастыря был архимандрит Никон (Чулков). Монастырь закрыт в 1924 году по решению Грязовецкого уездного исполнительного комитета. В 1920—1930-х годах были разрушены Троицкий собор с прилегающими храмовыми постройками, колокольня и ограда. На территории монастыря размещались опытная педагогическая станция, школа, детский дом. В 1945 году открылся детский санаторий, затем областная санаторно-лесная школа.

### Повторное открытие. Конец XX—XXI век
Возвращён церкви в 1994 году. С 1994 по 2003 год был подворьем Спасо-Прилуцкого монастыря. 5 июня 1999 года была освящена трапезная церковь Успения. С 2003 года указом Синода — самостоятельный монастырь. Наместник — игумен Амфилохий (Кузнецов), в прошлом — насельник Спасо-Прилуцкого монастыря. Братия: 4 человека. В обители около 5 трудников и вольнонаёмных работников. При обители действует столярная мастерская. В монастыре пекут свой хлеб. Имеется небольшая библиотека.
На восстановление монастыря выделяются средства из бюджета Вологодской области. Проведены научно-проектные работы по восстановлению колокольни Успенской церкви. С 2009 года ведётся строительство деревянной колокольни, восстановление Святых ворот, части монастырских стен и башенок.

## Архитектура

### Ограда, башни и ворота
Территория монастыря, по форме приближавшаяся к правильному четырёхугольнику, имела по периметру длину около 590 м. С северной и восточной стороны полностью, а с западной и южной — частично, в 1862—1866 годах монастырь был обнесён каменной стеной высотой около 3 м. До этого каменной была только западная стена. Юго-западный угол выполняло одно из монастырских зданий, в остальных трёх находились восьмигранные каменные башни, с деревянными завершениями, крытыми железом, с куполами и шпицами.
С западной стороны в монастырь вели каменные Святые ворота. С восточной находились деревянные ворота, имевшие форму шатра, установленного на четырёх резных столбах — вереях, и поддерживаемого четырьмя балками-упорами. Все деревянные элементы конструкции ворот были богато декорированы узорчатой резьбой «наподобие чешуи или листьев», а вереи выполнены с шестью выточенными уширениями по типу кубышек. До реконструкции эти ворота являлись главными и были частью деревянной западной стены.

### Троицкий собор
Соборная церковь Святой Троицы построена между 1505 и 1516 годами (по другим данным — в 1521 году) попечением Василия III. Строили собор, вероятно, ростовские зодчие. Здание собора состояло из двухсветного четырёхстолпного основного объёма, с восточной стороны имевшего трёхапсидную алтарную часть, с западной стороны — притвор во всю ширину стены. Все стены, кроме восточной, имели порталы. Между восточными столпами был укреплён иконостас. Собор венчали три световых барабана с крытыми лемехом главами. Покрытие было позакомарным, у основания закомар шёл профилированный карниз. Лопатки делили фасады на три прясла. В целом и в деталях храм напоминал построенный в эти же годы собор ярославского Спасо-Преображенского монастыря.
Придел Иоанна Предтечи
В 1605—1610 годах Троицкий собор был капитально перестроен. В восточном конце северной паперти, то есть, у северо-восточного угла собора был устроен придел во имя Рождества Иоанна Предтечи. Придел получил завершение в виде высокого шатра. В третьей четверти XVII века у юго-западного угла была поставлена трёхъярусная шатровая колокольня. При этом, по Переписным книгам 1678 года стольника Петра Голохвастова и подьячего Ивана Саблина, Троицкий собор по-прежнему имел три главы. Кроме того, с южной стороны была пристроена церковь Павла Обнорского «под колоколы». Таким образом, возникла живописная многообъёмная композиция с двумя шатрами по сторонам основного трёхглавого четверика. Позднее собор утратил две боковые главы, на литографии 1880 года он изображён одноглавым. Однако вскоре были поставлены четыре декоративные (глухие) главки, и на литографии 1883 года собор пятиглавый.
Придел Сергия Радонежского
Находился по правую сторону от алтаря Троицкого собора. Имел пятиярусный иконостас.
Троицкий собор был уничтожен в 1936 году.

### Церковь Успения Богоматери с колокольней
Успенская церковь — второй каменный храм монастыря, как и Троицкий собор, построен ростовскими зодчими. Исходно задумана как трапезный храм.
Строительство трапезного комплекса началось 28 мая 1536 года. Он должен был включать в себя церковь в честь Успения Пресвятыя Богородицы, собственно трапезную, а также прилежащие келарскую палату, настоятельские покои, хозяйственные помещения, и упомянутую в источниках, но неизвестную по назначению «белую палатку». Из-за недостатка средств строительство было завершено лишь 15 августа 1586 года. Окончить строительство помогли деньги, присланные незадолго до кончины Иваном IV.
Трапезный комплекс сохранился частично в виде сложного конгломерата разновременных построек. Его композиционное ядро — поднятая на высокий подклет прямоугольная в плане одностолпная трапезная палата. Перестройка палаты началась ещё в XVIII веке, когда она перестала использоваться по прямому назначению и была превращена в помещение церкви Успения Богоматери. Над её сводами был установлен высокий восьмерик с барабаном и главкой, существовавший до 1880-х годов. В 1860-е годы были разобраны древние своды и устроен деревянный потолок, балки которого опирались на четыре каменных столба. Тогда же были растёсаны древние щелевидные окна.
Подобно другим современным ей зданиям такого типа, трапезная палата имеет весьма лаконичное, однако по-своему выразительное убранство фасадов. Широкие лопатки на углах между окнами подчеркивают монументальность здания. По верху стен идет декоративный поясок консолей, хорошо сохранившийся на чердаке, где можно увидеть верхнюю часть северной стены палаты, скрытую на фасаде поздней постройки.
- Церковь Успения с бывшей трапезной палатой
- Настоятельский корпус, пристроенный к Успенской церкви, вид со стороны бывших Святых ворот
- Братский корпус, вид с территории монастыря
- Часовня на месте разрушенной церкви Павла Обнорского и Сергия Радонежского

### Церковь Павла Обнорского
Церковь Павла построена около 1546 года мастером Григорием. По архитектуре относилась к популярному в тот период в московском и северном зодчестве типу «под колоколы». Согласно описи монастыря 1654 года, в церкви находились мощи чудотворца Павла Обнорского. В описи 1687 года указывается, что при игумене Иосифе колокольня церкви перестроена в книгохранилище, до этого помещавшееся над Успенской церковью. В это же время был перестроен алтарь, а деревянная паперть заменена на каменную. Впоследствии на место библиотеки был перенесён престол во имя Сергия Радонежского, а книги возвращены в помещение Успенской церкви.
В церкви имелся пятиярусный иконостас, имевший некоторые черты, сходные с иконостасом Троицкого собора (например, 15 херувимов и серафимов в навершии).
Церковь Павла Обнорского и Сергия Радонежского была разобрана в 1875 году. На её месте была возведена одноглавая четырёхстолпная церковь во имя Корсунской Богоматери с приделами Сергия Радонежского и Павла Обнорского. Архитектура церкви была выдержана в характерном для конца XIX века русском стиле.
Как и большинство других построек монастыря, церковь была взорвана в 1930-е годы. На месте уничтоженной церкви в 2000-е поставлена деревянная клетская часовня, в которой находится рака над местом упокоения мощей преподобного Павла Обнорского.

### Кельи
Настоятельские покои — трёхэтажный корпус, примыкающий с запада к трапезной Успенской церкви. Да нижних этажа относятся к XVI веку, а третий, завершённый треугольным фронтоном, надстроен в третьей четверти XIX века.

### Другие постройки
- Хозяйственная постройка на территории монастыря
- Импровизированная звонница, фото 2008 года
- Вознесенский скит вблизи монастыря
- Колодец, по преданию, выкопанный Павлом Обнорским
- Надгробие на могиле химика Льва Чугаева на бывшем монастырском кладбище

## Иконостас и реликвии монастыря

### Иконостас
Иконостас для деревянного Троицкого собора был заказан Дионисию, известнейшему русскому иконописцу своего времени, за 6 лет до строительства каменного собора. В работе над иконостасом, вероятнее всего, принимали участие помощники Дионисия — его сыновья Феодосий и Владимир; бесспорной работой самого мастера можно считать икону «Распятие». О принадлежности иконостаса кисти Дионисия говорит надпись на обороте иконы «Спас в силах», сделанная крупными буквами, врезанными в поверхность доски:

В ле[то] ЗИ (7008 — 1500) писан диисус и празни-ки и пророци Денисьева письмени.— Надпись на обороте иконы «Спас в силах»
М. В. Щепкина по палеографическим признакам датировала надпись 1530-ми годами. Эта надпись повторяет более древнюю, сделанную (вероятно, вскоре по завершении работы) несколько выше чёрной краской.
Трёхъярусный иконостас Дионисия ранее был дополнен ярусом праотцев и навершием из херувимов. Согласно древнейшей описи монастыря 1654 года иконостас Троицкого собора имеет уже такой вид: над местным рядом на тяблах деисусный ряд из 15 икон, выше 20 икон праздников, 14 икон пророков, с расположенной в центре иконой Богоматери Воплощение, 16 икон праотцев с иконой Спаса посередине. Между праотцами кресты на столбиках, а над ними 38 херувимов и серафимов. Все иконы обложены серебряной позолоченной басмой. Согласно описям 1682 года и 1687 года состав иконостаса, кроме местного ряда, не изменился.
- Спас в силах. Икона деисусного ряда Троицкого собора. 
Дионисий, 1499-1500 гг.
- Распятие. Икона праздничного ряда Троицкого собора. 
Дионисий, 1499-1500 гг.
- Уверение Фомы. Икона праздничного ряда Троицкого собора. 
Дионисий, 1499-1500 гг.
- Успение Богоматери. Икона местного ряда Троицкого собора. 
Дионисий, 1499-1500 гг.

От первоначального иконостаса Троицкого собора письма Дионисия сохранилось четыре иконы:
- «Спас в силах», икона из деисусного ряда, в 1924 году поступила в Грязовецкий музей, в 1932 году в Вологодский государственный объединённый музей, в 1936 году изъята в Третьяковскую галерею.
- «Распятие», икона из праздничного ряда, в 1924 году поступила в Грязовецкий музей, в том же году в Вологодский государственный объединённый музей, в 1934 году, после заграничной выставки, через Русский музей поступила в Третьяковскую галерею. На оборотной стороне надпись: «Распятие» (сохранились первые четыре буквы) и ниже процарапана буква-цифра 9.
- «Уверение Фомы», икона из праздничного ряда, в Государственном Русском музее. На оборотной стороне надпись: «Фомино испытание» и буква Е.
- «Успение», икона из местного ряда (по описи 1683 года — вторая справа от Царских врат, после иконы Троицы), в 1924 году поступила в Грязовецкий музей, в 1924 году в Вологодский государственный объединённый музей (с 1988 года — Вологодский государственный историко-архитектурный и художественный музей-заповедник, ВГИАХМЗ).